# Viļāni
Viļāni è un comune della Lettonia appartenente alla regione storica della Letgallia di 7.243 abitanti (dati 2009).

## Località
Il comune è stato istituito nel 2009 ed è formato dalle seguenti località:
- Dekšāre
- Sokolki
- Viļāni (comune rurale)
- Viļāni (città)